# 발레리 잘루즈니
발레리 페도로비치 잘루즈니(우크라이나어: Вале́рій Фе́дорович Залу́жний, 영어: Valerii Fedorovych Zaluzhnyi, 1973년 7월 8일 ~ )는 우크라이나의 4성 장군이자 외교관이다. 현재 주 영국 우크라이나대사이며, 2021년 7월 27일부터 2024년 2월 8일까지 우크라이나군 총사령관을 맡았다.
잘루즈니는 2009년부터 2012년까지 제51근위기계화여단장, 2017년 서부작전사령부 부사령관, 2018년 합동전력부사령관, 2019년부터 2021년까지 북부작전사령관을 맡았다. 총사령관 재임 중 러시아의 우크라이나 침공을 맞았으며, 《타임》의 2022년 가장 영향력 있는 100인 중 한 명으로 선정되었다. 대통령 볼로디미르 젤렌스키와의 갈등으로 2024년 2월 총사령관 직위에서 해임되었으며, 3월 주영국대사로 임명되었다.